# Men in Black (film 1997)
Men in Black è un film del 1997 diretto da Barry Sonnenfeld, liberamente ispirato all'omonima serie a fumetti di Lowell Cunningham, che ripropone in chiave comico-avventurosa l'ipotesi della reale esistenza dei "Men in Black", spesso presenti nelle teorie del complotto sugli UFO, rappresentati come un'organizzazione segreta che all'oscuro di tutti, persino del governo degli Stati Uniti, controlla l'afflusso di extraterrestri sul pianeta Terra.
Assieme ai suoi due seguiti, Men in Black II (2002) e Men in Black 3 (2012), è la commedia fantascientifica (senza supereroi) che detiene il maggior successo commerciale.

## Trama
Un furgone di clandestini messicani è intento ad entrare negli Stati Uniti, subito fermato dai guardiani di frontiera. Sul posto giungono due individui vestiti di nero, appartenenti a un'agenzia segreta, che bloccano e identificano uno dei clandestini che si rivela essere un alieno: nel tentativo di fuggire l'alieno viene "distrutto" da uno dei due agenti, l'agente K. Questi, vista l'inaffidabilità del collega, l'agente D, oramai troppo anziano, con riluttanza si trova costretto a cancellargli la memoria con uno strumento chiamato "neuralizzatore".
Contemporaneamente a Manhattan, l'agente di polizia James Edwards è impegnato a inseguire un sospetto, che si rivela in grado di fare cose straordinarie: oltre ad essere in grado di salire su una parete verticale, è anche in possesso di un'arma insolita. 
Una volta raggiunto in cima al tetto del Guggenheim, il sospettato confessa ad Edwards che la Terra sta per essere distrutta a causa del suo fallimento, per poi suicidarsi gettandosi di sotto.
Nel frattempo, nel campo di un comune contadino, precipita un disco volante. Il contadino, di nome Edgar, si reca verso il cratere ma viene improvvisamente afferrato dall'essere alla guida del disco volante. L'essere svuota letteralmente il corpo di Edgar, indossando poi la sua pelle come un vestito per mimetizzarsi. Dopo aver spaventato la moglie Beatrice a causa del suo comportamento, fugge portando con sé la sua navicella spaziale.
Edwards riferisce tutta la vicenda dell’inseguimento al suo commissario, ma questi stenta a credergli. Solo la dott.ssa Laurel Weaver, che lavorando all'obitorio ha potuto eseguire l'autopsia del corpo del sospetto, gli crede. Improvvisamente arriva l'agente K che neuralizza sia la Weaver sia il superiore di Edwards.
K rivela a James la verità sull'esistenza della creatura aliena e lo porta a visitare un banco dei pegni per verificare se James riconosce l'arma che la creatura ha usato. James nonostante qualche dubbio segue K fino alla piccola gioielleria di Jack Jeebs.
Jack appare essere un uomo comune, ma con l'intervento di K che spara in piena faccia all'uomo, lo stralunato Edwards scopre la verità. James, una volta rassicurato da K, nota che, pochi istanti dopo, la testa di Jeebs ricresce, tornando identica a prima. James rimane stupefatto e quando Jeebs gli mostra il vero negozio tenuto segretamente nascosto, che si rivela essere un arsenale di armi aliene, riconoscendo quella utilizzata dall'alieno.
K successivamente neuralizza James cancellandogli il ricordo della loro ultima mezz'ora e lo porta a mangiare fuori. Qui, James riceve da K un biglietto nel quale i MIB lo invitano a reclutarsi.
La mattina dopo, Edwards si reca all'indirizzo indicato da K. Qui in una base tecnologica segreta compie vari test: uno scritto e uno pratico. Al test pratico, basato sull'uso di armi da fuoco contro possibili minacce, James si rivela l'unico ad identificare e colpire unicamente quella autentica, quindi il direttore dell'Agenzia, Z, pur non vedendo di buon occhio l'atteggiamento indisciplinato del giovane decide di dare ascolto a K. Mentre gli altri candidati vengono neuralizzati, K conduce James all'interno della "vera" base, e gli inizia a narrare la storia delle origini dei MIB: negli anni sessanta l'agenzia venne fondata per stabilire i contatti con le civiltà extraterresti, che in seguito stabilirono un contatto nel 1964 con quelli che divennero i primi agenti. Gli rivela poi che le loro navicelle spaziali furono spostate nel Queens e mimetizzate dentro due torri usando come copertura l'esposizione mondiale avvenuta quell'anno.
Quando le porte dell'ascensore si aprono, l'ambiente che si presenta davanti a loro si rivela una sorta di "aeroporto intergalattico". James rimane stupefatto dal monitor di controllo che regola le presenze aliene: secondo il monitor sarebbero alieni con sembianze umane, tra cui la sua maestra delle elementari e diverse stelle del cinema, tra cui Sylvester Stallone e George Lucas. Negli ultimi decenni la Terra è diventata un porto franco che agisce da rifugio per altre specie aliene, in particolare profughi bisognosi di una nuova casa. James viene messo a due possibilità: rifiutare e tornare alla sua vecchia vita oppure accettare e diventare un agente MiB. K lo avverte però di una cosa: se accetta di diventare un membro dell'organizzazione, James dovrà rinunciare a qualsiasi contatto, sia passato che futuro, al di fuori di essa; l'agente che diventerà sarà un individuo impossibile da ricordare, o anche solo notare.
Dopo averci pensato attentamente, James accetta e viene quindi sottoposto alla procedura per diventare un agente, tra cui la vestizione di un abito formale, la cancellazione delle impronte digitali e di tutti i documenti anagrafici, venendo rinominato Agente J.
In seguito ad una segnalazione di Z, i protagonisti fermano un alieno in procinto di fuggire da Manhattan senza permesso assieme alla moglie e al figlio neonato, cosa che fa preoccupare K in quanto già diverse partenze non autorizzate erano state registrate in precedenza, ed investigando in una edicola sui giornali di riviste scandalistiche viene incuriosito da un articolo riguardante Beatrice, la moglie di Edgar, che dichiarava che un alieno aveva rubato la pelle del marito.
Dopo aver interrogato e neuralizzato la moglie per farle scordare l'accaduto, K verifica tramite analisi del cratere che la creatura atterrata sulla terra è una Piattola aliena, cosa che lo fa preoccupare a causa della pericolosità di quegli esseri.
Nel frattempo, l'alieno ancora camuffato da Edgar uccide un disinfestatore e lo deruba del suo furgone dove nasconde la propria navetta. Si dirige poi in un ristorante dove uccide un alieno, che viveva sotto la falsa identità di un gioielliere insieme ad un altro alieno con cui si stava incontrando per discutere di questioni di sicurezza galattica, derubandolo in seguito di un misterioso monile, pieno di diamanti, in cui pensava di trovare un artefatto definito "la Galassia".
Dopo una segnalazione, i protagonisti si recano alla gioielleria dell'alieno trovandosi davanti Edgar intento a rovistare il negozio in cerca della Galassia, ma a causa dell'inesperienza di J non riescono a fermarlo. Al MiB, intanto, viene rivelato che gli Arquiliani, la specie a cui appartenevano gli alieni uccisi, hanno un'astronave in orbita sopra la Terra e distruggeranno il pianeta entro un'ora se la Galassia non verrà recuperata, pur di impedire che finisca nelle mani della razza delle Piattole (motivo per il quale gli alieni stavano fuggendo in massa).
Alla ricerca di indizi per fermare la Piattola, J e K si recano all'obitorio di Lauren Weaver, dove assieme a lei vengono a conoscenza dal morente alieno, che si nascondeva dentro un robot con le fattezze del giolielliere Rosemburg, che la Galassia si nasconde "sulla cintura di Orione".
Dopo un consulto con Frankie, un alieno travestito da cane Carlino, scoprono che la Galassia è una fonte di energia subatomica di enorme potenza, e che può trattarsi anche di un oggetto piccolissimo. J capisce che Rosemburg si riferiva al ciondolo appeso al collarino del suo gatto, chiamato Orione, che era stato portato all'obitorio assieme al suo cadavere, ma nel frattempo anche Edgar capisce la verità e rapisce Weaver assieme al gatto, facendo scattare un inseguimento fino alla Fiera Universale, dove la Piattola cerca di fuggire utilizzando una delle astronavi utilizzate dai primi alieni che stabilirono il contatto coi MiB nel 1964 ed ingaggiano con lui una violenta battaglia che si risolve con la sua sconfitta.
Dopo questa missione, K dichiara di essere stanco e di voler tornare alla vita civile, pertanto consegna a J il suo neuralizzatore spiegandogli il funzionamento e facendosi cancellare la memoria.
Qualche tempo dopo, J è ormai un agente MiB a tutti gli effetti, K è tornato a vivere con la donna a cui ha dovuto rinunciare per essere un agente, credendo che i decenni non ricordati siano stati passati in coma, mentre Laurel ha abbandonato il suo lavoro di medico legale ed è entrata anche lei nei MiB, come Agente L.
Dopo questo, si scopre che l'intera galassia è all'interno di una biglia, come quella di Orione, che un gigantesco alieno usa per giocare.

## Produzione
Il fumetto The Men in Black fu scritto e ideato da Lowell Cunningham, illustrato da Sandy Carruthers e pubblicato prima dalla Aircel Comics, poi dalla Malibu Comics, che aveva appena acquistato la precedente azienda di pubblicazioni. A sua volta la Malibu fu comprata dalla Marvel Comics; tre capitoli furono pubblicati nel 1990 e altri tre nell'anno seguente. Dopo il successo del film seguirono altri tre fumetti sui MIB, un adattamento del film, Retribution e Far Cry.
Le riprese del film sono avvenute nella città di New York.

## Colonna sonora
Di seguito sono riportate le scalette dei due CD contenenti la colonna sonora di Men in Black.
Men in Black: The Score
1. M.I.B. (Main Theme) - Danny Elfman – 3:00
2. D's Memories/Chase - Danny Elfman – 3:57
3. Edgar's Truck/A New Man - Danny Elfman – 2:58
4. Imports/Quiet Moment - Danny Elfman – 2:21
5. J Contemplates - Danny Elfman – 1:17
6. Headquarters - Danny Elfman – 1:13
7. The Suit - Danny Elfman – 1:28
8. Morgue Time - Danny Elfman – 0:48
9. Petit Mort - Danny Elfman – 1:42
10. K Reminisces - Danny Elfman – 0:48
11. Orion's Belt/Cat Stinger - Danny Elfman – 2:17
12. Noisy Cricket/Impending Trouble - Danny Elfman – 2:07
13. Sexy Morgue Babe/Icon - Danny Elfman – 5:41
14. Take Off/Crash - Danny Elfman – 7:20
15. Finale - Danny Elfman – 3:03
16. M.I.B. (Closing Theme) - Danny Elfman – 2:38

Men in Black: The Album
1. Men in Black - Will Smith
2. We Just Wanna Party with You - Snoop Doggy Dogg
3. I'm Feelin' You - Ginuwine
4. Dah Dee Dah (Sexy Thing) - Alicia Keys
5. Just Cruisin' - Will Smith
6. The 'Notic - The Roots
7. Make You Happy - Trey Lorenz
8. Escobar '97 - Nas
9. Erotik City - Emoja
10. Same Ol' Thing - A Tribe Called Quest
11. Killing Time - Destiny's Child
12. Waiting for Love - 3T
13. Chanel No. Fever - De La Soul
14. Some Cow Fonque (More Tea, Vicar?) - Buckshot LeFonque
15. M.I.B. (Main Theme) - Danny Elfman
16. M.I.B. (Closing Theme) - Danny Elfman

## Accoglienza

### Incassi
Il film divenne, alla sua uscita nel 1997, la commedia fantascientifica di maggiore successo commerciale negli USA (senza tenere conto delle commedie di supereroi), posizione che detiene ancora al 2019 subito prima dei suoi due seguiti.
Incassò globalmente 589.400.000 $ a fronte di un budget di circa 90 milioni di dollari.

### Critica
Il film fu anche un successo in termini di critica. Sul sito Rotten Tomatoes ottenne il 91% delle recensioni professionali positive su 93 giudizi, con una media di voto del 7,5/10. La rivista Empire lo classificò quattrocentonovesimo nella lista dei "500 più grandi film di tutti i tempi".

## Riconoscimenti
- 1998 - Premio Oscar
  - Miglior trucco a Rick Baker e David LeRoy Anderson
  - Nomination Migliore scenografia a Bo Welch e Cheryl Carasik
  - Nomination Miglior colonna sonora (musical o commedia) a Danny Elfman
- 1998 - Golden Globe
  - Nomination Miglior film commedia o musicale
- 1998 - Premio BAFTA
  - Nomination Migliori effetti speciali a Eric Brevig, Rick Baker, Rob Coleman e Peter Chesney
- 1998 - Saturn Award
  - Miglior film di fantascienza
  - Miglior attore non protagonista a Vincent D'Onofrio
  - Miglior colonna sonora a Danny Elfman
  - Nomination Migliore regia a Barry Sonnenfeld
  - Nomination Miglior attore protagonista a Will Smith
  - Nomination Migliore sceneggiatura a Ed Solomon
  - Nomination Miglior trucco a Rick Baker e David LeRoy Anderson
  - Nomination Migliori effetti speciali a Eric Brevig, Rick Baker, Rob Coleman e Peter Chesney
- 1998 - Empire Award
  - Miglior film

- 1998 - MTV Movie Award
  - Miglior canzone (Men in Black) a Will Smith
  - Miglior combattimento a Will Smith ('Contro lo Scarafaggio Gigante')
  - Nomination Miglior film
  - Nomination Migliore interpretazione comica a Will Smith
  - Nomination Miglior coppia a Will Smith e Tommy Lee Jones
- 1998 - Satellite Award
  - Miglior film d'animazione o a tecnica mista
  - Nomination Miglior attore in un film commedia o musicale a Tommy Lee Jones
  - Nomination Miglior attore non protagonista a Rip Torn
  - Nomination Miglior attrice non protagonista a Linda Fiorentino
  - Nomination Migliori effetti speciali a Rick Baker
- 1998 - Golden Reel Award
  - Nomination Miglior montaggio sonoro
- 1998 - BMI Film & TV Awards
  - BMI Film Music Award a Danny Elfman

## Sequel
In seguito al successo del primo lungometraggio fu girato il sequel Men in Black II, diretto dallo stesso regista, Barry Sonnenfeld e interpretato da Will Smith e Tommy Lee Jones. Il soggetto è di Robert Gordon e si basa, come il precedente, sul fumetto di Lowell Cunningham. Il 23 maggio 2012 uscì nelle sale cinematografiche italiane il terzo episodio della serie Men in Black, dieci anni dopo il secondo e quindici dopo il primo. Fu girato anche in versione 3D e, oltre ai due protagonisti, vedeva tra gli attori Emma Thompson, Josh Brolin nel ruolo del giovane Agente K e Jemaine Clement nel ruolo di Boris "l'animale". Il regista fu Barry Sonnenfeld e Steven Spielberg il produttore esecutivo. Nel 2019 uscì invece uno spinoff intitolato Men in Black International.